# 中英街历史博物馆

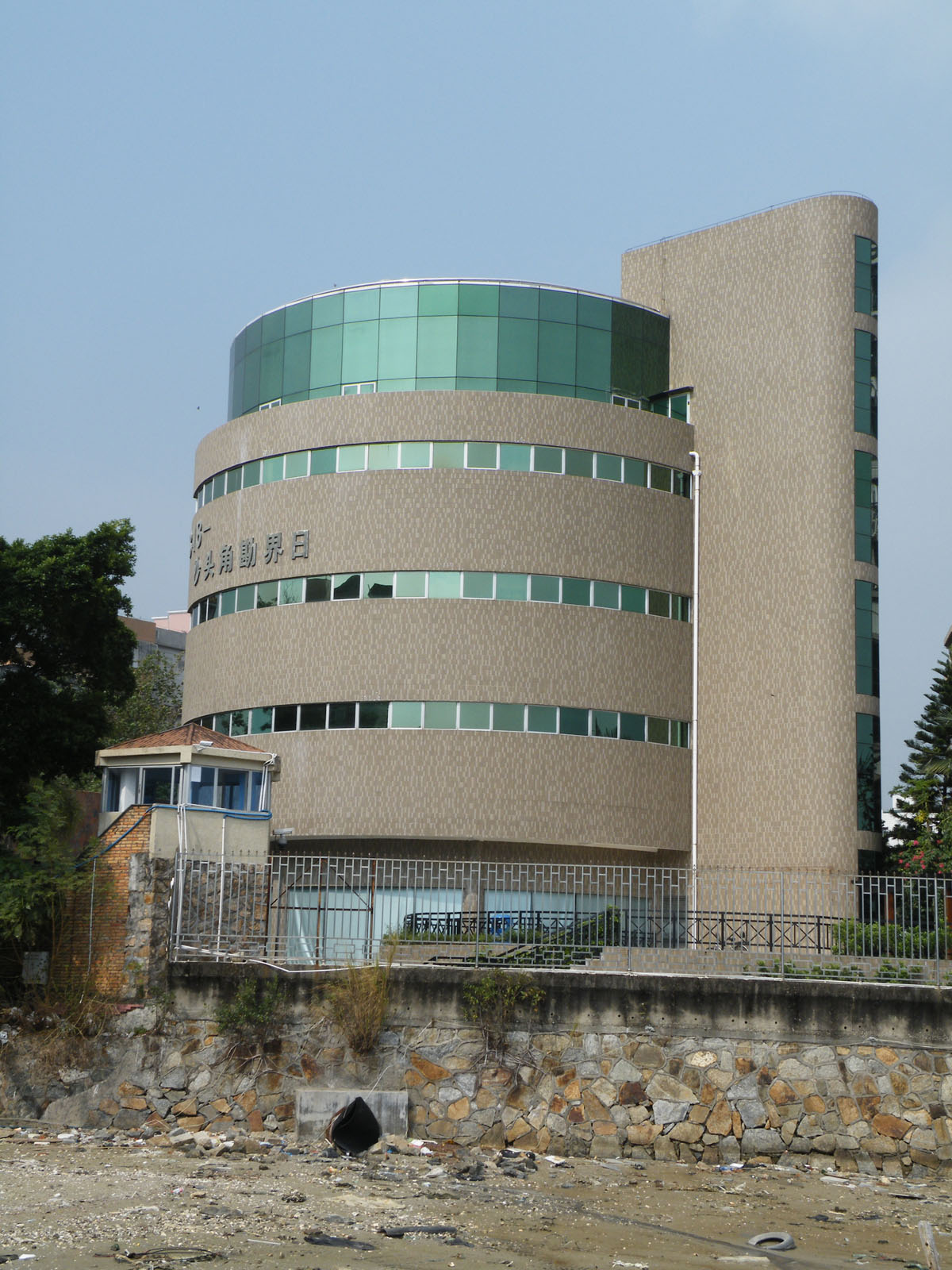
建築外觀

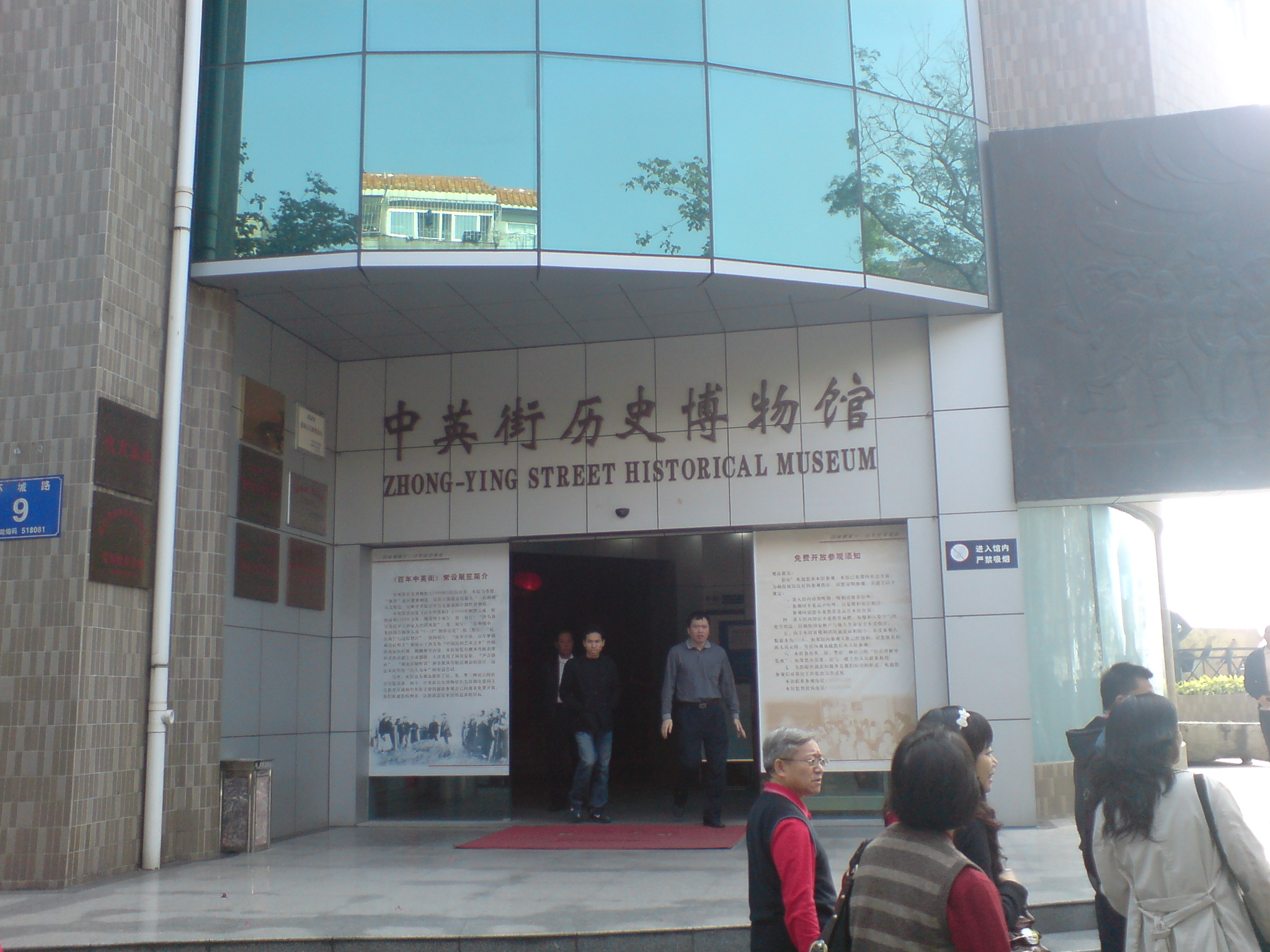
博物馆入口

博物馆展示的中英勘界場景模型

中英街历史博物馆（英語：Zhong-Ying Street Historical Museum）原名為中英街歷史紀念館，位于中国广东省深圳市盐田区沙头角街道中英街社区环城路9号。该建筑物建于1999年，是深圳市历史建筑之一，属于其他當代重要史跡及代表性建築。

## 历史
該館位於沙頭角邊境管理區環城路9號，開始於1995年由镇内文化站几间办公室举办的“中英街的故事”展览。后鹽田區政府投資在此興建博物館，於1999年5月1日開辦。早期收費為10港元，後來為了配合中央政府，希望在北京奧運前提升人民的文化水平的政策，更改為免費。

## 各層分布
- 1层为迎宾大厅，外设观海平台；
- 2、3层为中英街歷史陈列厅，其中3层有影视厅；
- 4层为临时展厅；
- 5层是博物馆办公室；
- 顶层是观景台，可從此觀看到大鵬灣及香港新界的民居。